# Новобалаково
Новобала́ково (рос. Новобалаково, башк. Яңы Балаҡ) — село у складі Чекмагушівського району Башкортостану, Росія. Входить до складу Резяповської сільської ради.
Населення — 104 особи (2010; 155 у 2002).
Національний склад:
- башкири — 80 %